# Iran agli XI Giochi olimpici invernali
L'Iran partecipò agli XI Giochi olimpici invernali, svoltisi a Sapporo, Giappone, dal 3 al 13 febbraio 1972, con una delegazione di 4 atleti impegnati in una disciplina.